# Cholito Jesús (villancico)
Cholito Jesús es un villancico navideño interpretado por Los Toribianitosy compuesto por Sonia Vásquez.Fue compuesto en Perú y es reproducido en toda Latinoamérica.

## Origen literario y villancico
El villancico trata de cómo el Niño Jesús nació en el Perú y posiblemente está inspirado en el relato "Fue en el Perú" escrito por el escritor peruano Ventura García Calderón y que ubica el nacimiento de Jesucristo en los andes peruanos. Según el cuento de García Calderón, el niño Dios nació en un tambo andino a escondidas, a causa de que un prefecto había prohibido que indios y negros tuvieran hijos. Su madre, María, era india, y José mulato. La narradora del cuento, una mujer negra llamada Simona, comenta que una llama se puso de rodillas ante el pesebre y en lugar de sonar trompetas sonaron quenas.  Asimismo, cuenta que llegaron tres Reyes Magos, uno blanco, uno negro y otro indio, con regalos para el recién nacido. Un fragmento del cuento dice: 
San José vino hasta el tambo al pie de la mula y en quechua pidió al tambero que les permitiera dormir en el pesebre. Todita la noche las quenas de los ángeles estuvieron tocando para calmar los dolores de Nuestra Señora, que no quería llamar a náidenes. Cuando salió el sol sobre la puna, ya estaba llorando de gozo porque en la paja sonreía su preciosura, su corazoncito, su palomita. Era una guagua linda, caray, que la Virgen como todas las indias quería colgar ya del poncho en la espalda.
El villancico mantiene la temática, afirmando que el niño es un "cholito" y que al pesebre indios llevan quinua y trigo para celebrar al recién nacido; además, que para festejar sus padres beberán chicha. 
Otro villancico sobre el nacimiento de Jesús en el Perú es "Cholito toca y retoca", popularizado por la española María Dolores Pradera.